# 旦科
旦科（藏語：དཏན་རྒོད་，威利转写：gtan rgod，1962年9月—），青海海南藏族自治州共和县人。男，藏族。1981年7月参加工作，1988年3月加入中国共产党。青海省海南州民族师范学校中专毕业，青海省委党校研究生部社会学专业研究生。中共第十七、十八届中央委员会候补委员；第十二届全国政协委员。
历任青海省兴海县委副书记、县长；贵南县县委副书记、县长、海北藏族自治州委副书记等职。2001年3月，任中共海北藏族自治州委副书记、州长。2005年1月，任中共海北州委书记。2007年7月，任中共海南州委书记。2010年7月，任中共玉树藏族自治州委书记。2012年5月，任中共青海省委常委。2013年2月，任中共青海省委常委、统战部部长。
2016年10月，任中共西藏自治区党委常委。11月，兼任西藏自治区政协党组副书记、区党委统战部部长。2017年1月，被补选为西藏自治区政协副主席。2018年1月，当选第十三届全国政协委员
2021年12月，不再担任自治区党委统战部部长、自治区政协副主席。2022年1月，当选为西藏自治区人大常委会副主任。